# Кондаков, Николай Николаевич
Никола́й Никола́евич Кондако́в (1908—1999) — советский биолог, кандидат биологических наук, художник-анималист.

## Биография
Николай Николаевич Кондаков родился в 1908 году в городе Рязани. После окончания школы поступил на биологический факультет Московского государственного университета. Трудовую деятельность начал ещё будучи студентом на Мурманской биологической станции. После окончания университета работал во многих исследовательских институтах Владивостока, Москвы и Ленинграда. В 20-х годах XX века защитил кандидатскую диссертацию по исследованию кальмаров. Принимал участие во многих экспедициях. Основным вкладом в биологическую науку стали выполненные им рисунки различных представителей фауны. Эти иллюстрации вошли во многие издание, такие как БСЭ, Красные книги СССР, РСФСР, в атласы животных, в учебные пособия. Всего за свою жизнь Кондаковым было выполнено несколько десятков тысяч рисунков.

## Работы
- Иллюстрации к Красной книге СССР
- Иллюстрации к Красной книге РСФСР
- Иллюстрации к Красной книге Российской Федерации
- Атлас промысловых рыб СССР
- Атлас морских беспозвоночных советского Дальнего Востока
- Иллюстрации к Большой Советской Энциклопедии

## Память
- Собрание работ Кондакова хранится в Зоологическом музее МГУ